# Nyolcpontos cincér
A nyolcpontos cincér (Saperda octopunctata) a cincérfélék családjába tartozó, Európában honos, főleg hársfákon élő bogárfaj. 

## Megjelenése
A nyolcpontos cincér testhossza 13-18 mm. Alakja megnyúlt, karcsú. Feje a többi cincérhez hasonlóan a test tengelyére merőlegesen, lefelé mutat. Egész teste kékeszöld, sárgászöld vagy szürkésfehér, molyhos szőrzettel fedett. A szárnyfedőkön egyenes vonalban elhelyezkedő 4-4 fekete folt látható. Az előhát felső oldalán további 1-1, a tövénél szintén 1-1 kis fekete kis pötty található; gyakran a középvonal is kissé fekete. Alsó oldala szintén szőrözött, de a potroh szelvényein nincsenek fekete foltok. 

## Elterjedése és életmódja
Európában honos, a Pireneusoktól a Kaukázusig. Magyarországon inkább az alacsonyabb hegyvidékeken fordul elő, de ritka. 
Lárvája a hársfélék és a rezgő nyár elhalt, elszáradt törzsében, vastagabb (legalább 10 cm-es) ágaiban fejlődik, amelyeknek még van kérge. Két-három évig fejlődik, lárvaként telel át, majd a szijácsba horog formájú bábkamrát rág, melynek kijáratát törmelékkel dugaszolja el. Közvetlenül a kéreg alatt vagy a kéregben csak ritkán készít bábkamrát. Az imágó május végétől-júliusig rajzik. Többnyire a lombkoronában tartózkodik és levelekkel táplálkozik. Éjszaka aktív, a mesterséges fény vonzza. 
Magyarországon védett, természetvédelmi értéke 10 000 Ft.

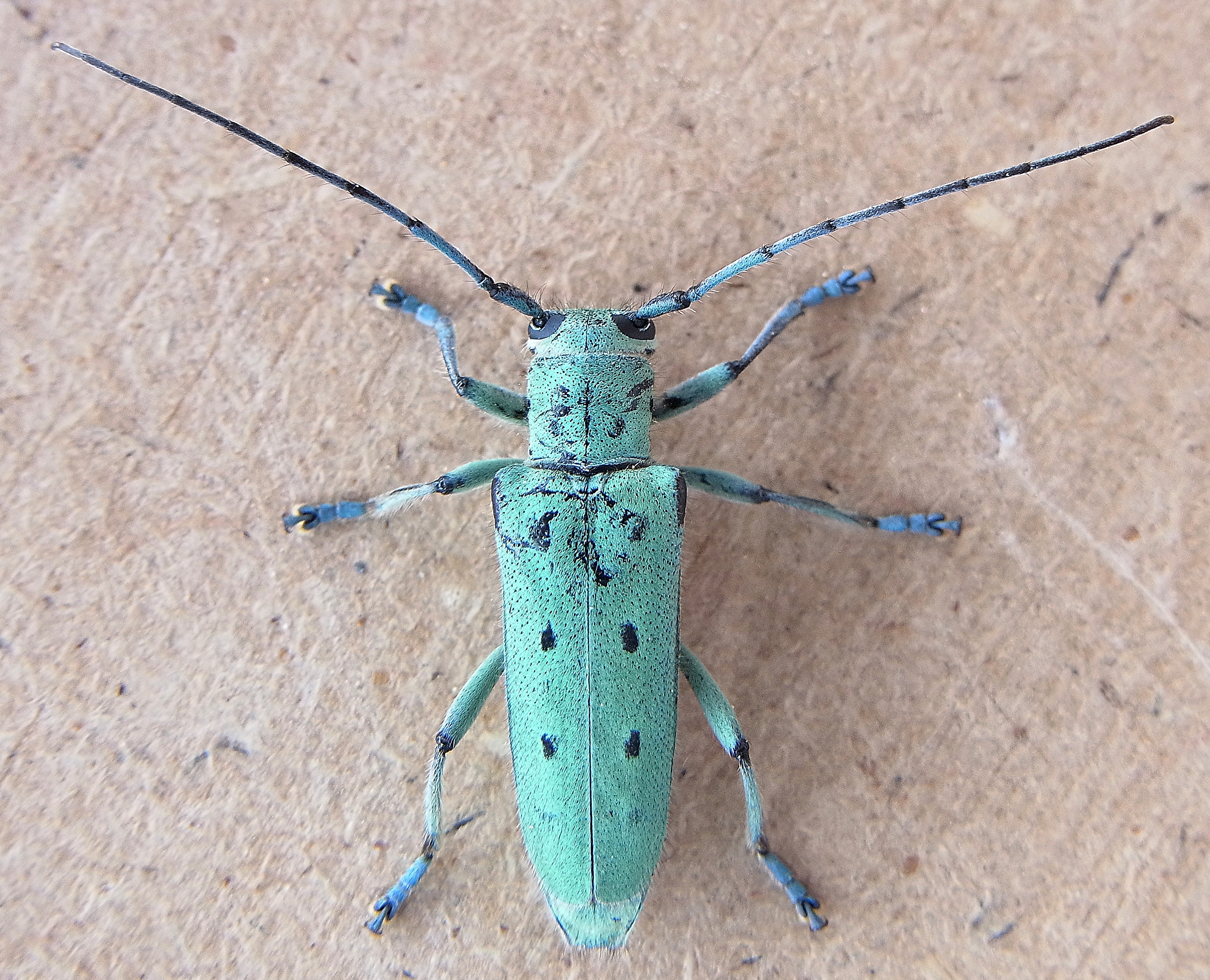
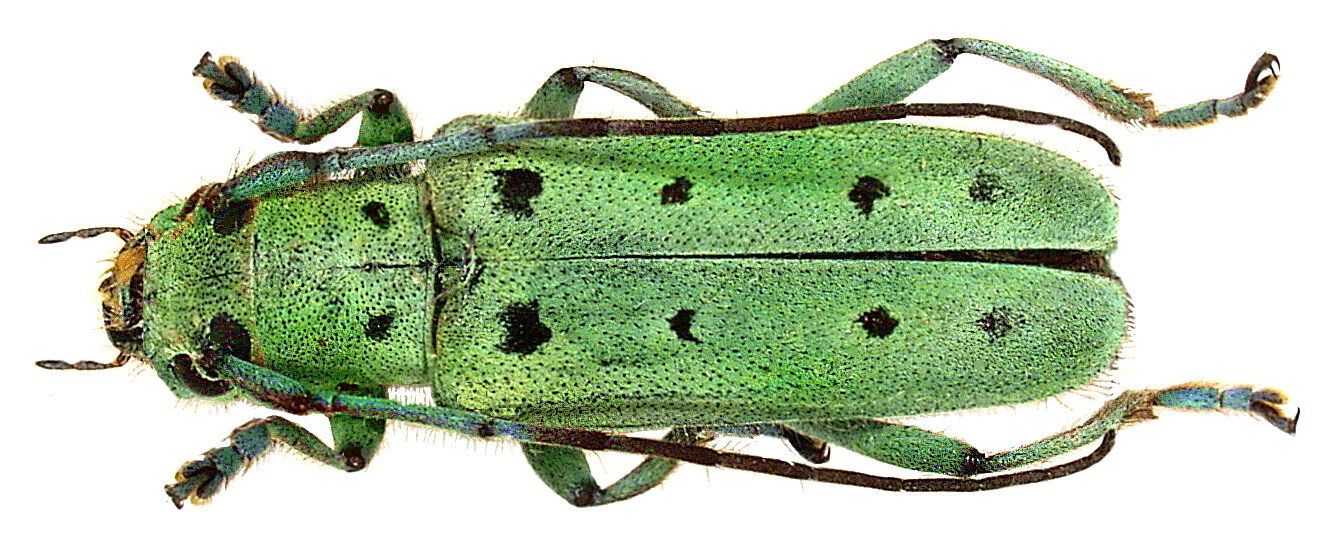
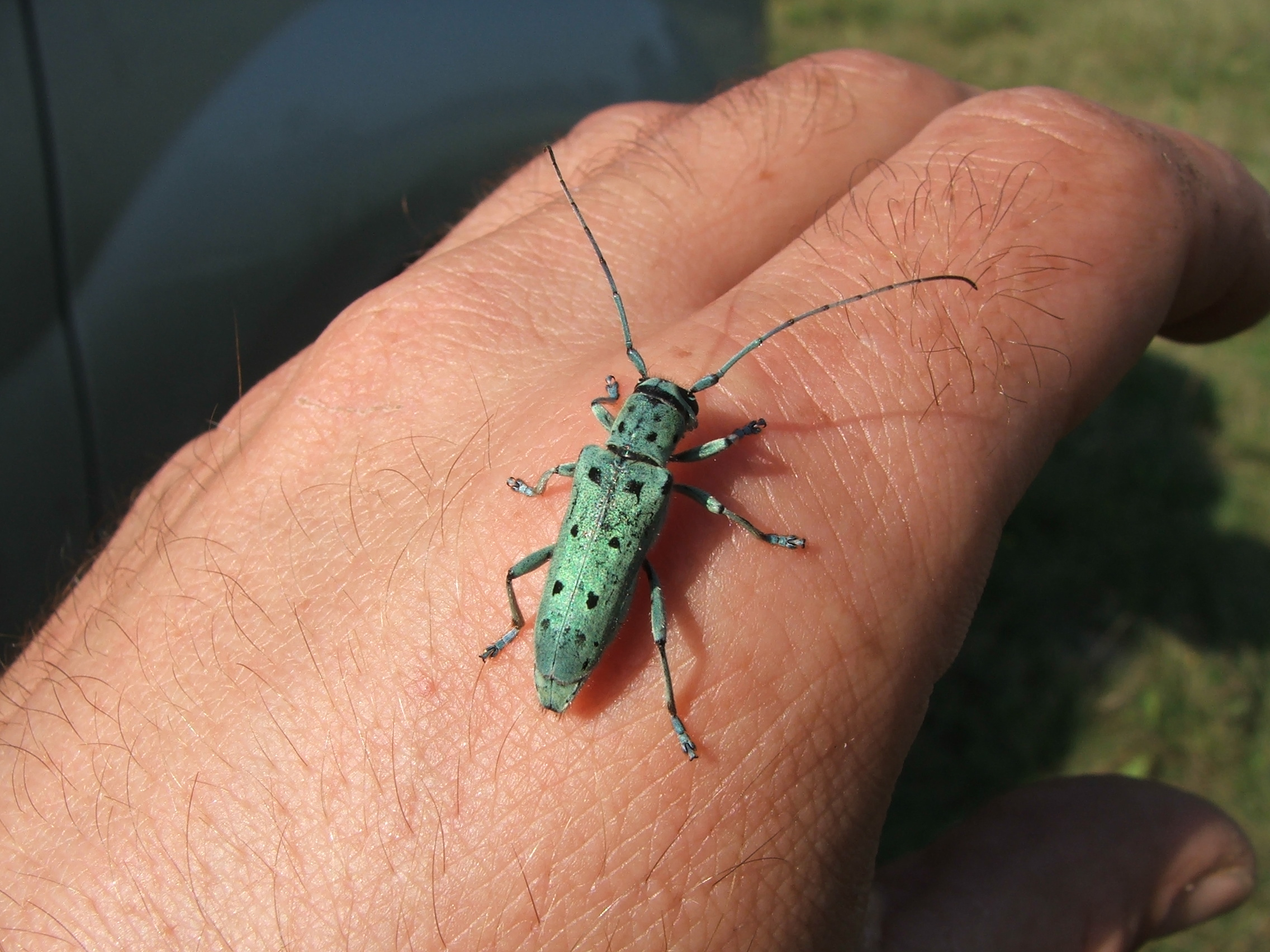
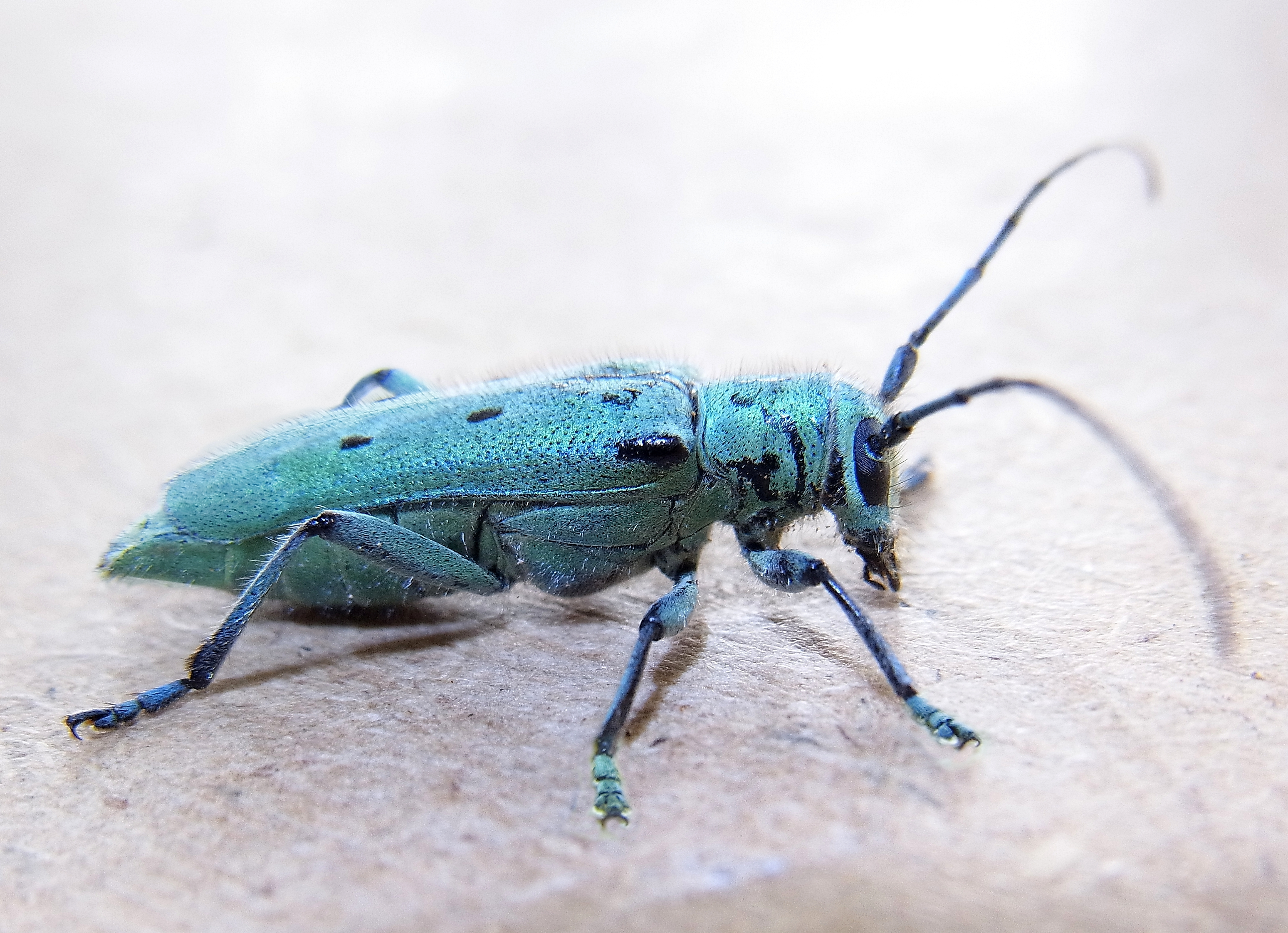
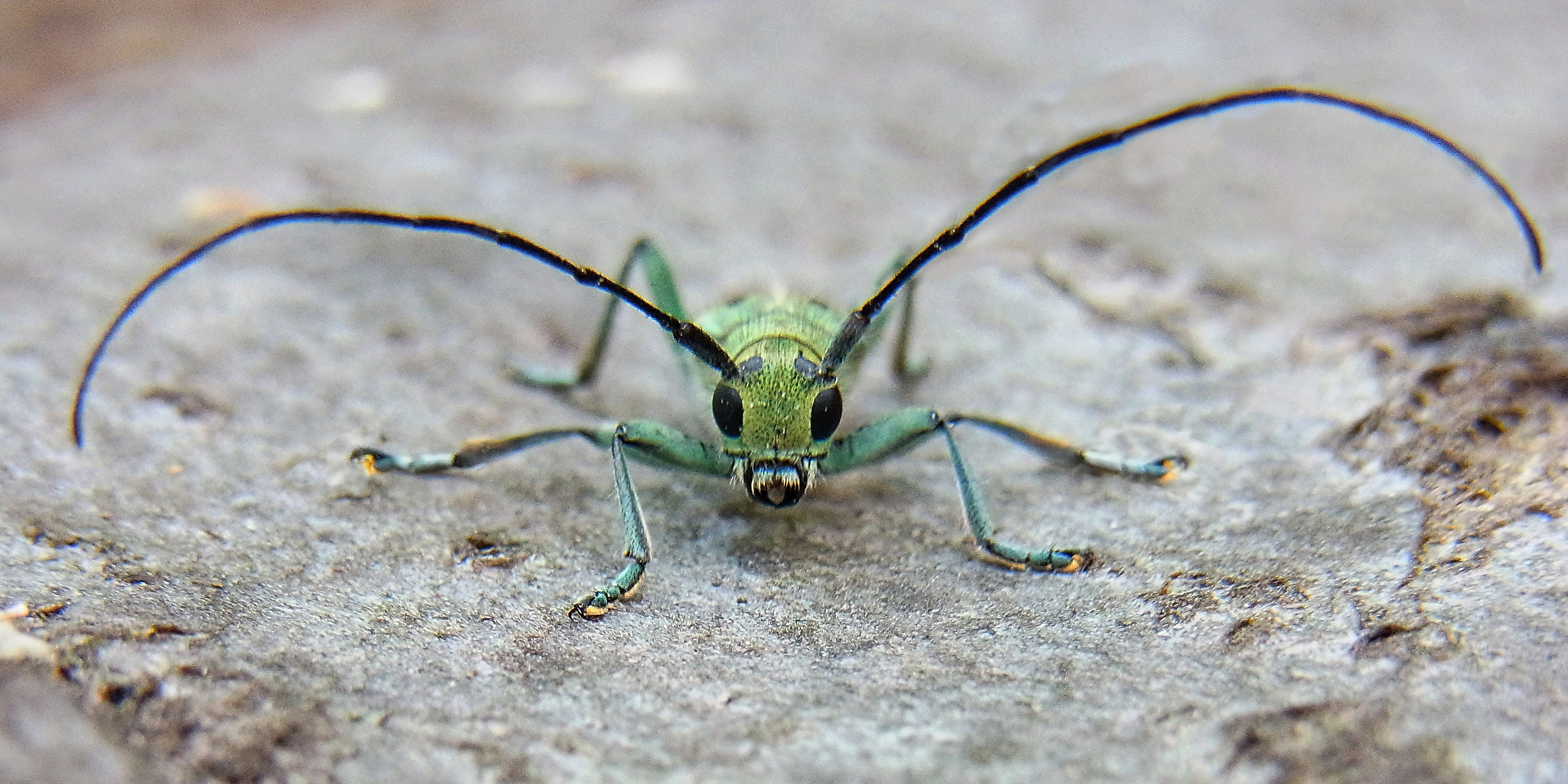